# 김보근
김보근(金輔根, 1803년~1869년)은 조선 후기의 문신으로 자는 중필(仲弼), 호는 삼송(三松), 시호는 문헌(文憲)이며 본관은 안동이다. 생부는 김지순(金芝淳)이고 양아버지는 김홍순(金鴻淳)이다.
목사 김지순의 아들로 태어났으나 홍순의 양자로 입양되었다. 그 뒤 판관을 지냈으며, 1837년(헌종 3) 식년문과에 병과로 급제하였다. 그 뒤 사복시정(司僕侍正)·대사성(大司成)·부제학 등을 거쳐 승진, 경기도관찰사․이조참판을 지내고 다시 거듭 승진하여 형조판서·대사헌(大司憲)·예조판서를 지내고 함경도관찰사로 부임했다. 그 뒤 의금부판사·한성부판윤·공조판서·규장각제학·병조판서 등의 요직을 두루 역임했다.
1863년 12월 고종 즉위 뒤 흥선대원군이 집권하여 대부분의 안동김씨 고관들이 물러남에 따라 관직에서 물러났다가, 1864년 다시 등용되어 예문관제학을 지내고 광주부유수(廣州府留守)로 부임하였다.

## 가족 관계
- 고조부 : 김제겸(金濟謙)
  - 증조부 : 김탄행(金坦行)
    - 할아버지 : 김이도(金履度)
      - 아버지 : 김지순(金之淳)
      - 어머니 : 민종현(閔鍾懸)의 딸
        - 형 : 김조근(金祖根) 
          - 질녀 : 효현왕후(孝顯王后 金氏)-조선 헌종의 정비

      - 양아버지 : 김홍순(金鴻淳)